# Ole Toft
Ole Toft (født 28. december 1964 i Korsør) er en dansk jurist og diplomat, der fra august 2024 er Danmarks ambassadør i Tyrkiet. Han har tidligere været Danmarks ambassadør i Polen.
Ole Toft er uddannet cand.jur. fra Københavns Universitet i 1994 og har hele sin karriere arbejdet i centraladministrationen og udenrigstjenesten. Først som fuldmægtig i Udenrigsministeriet, 1998-2001 som ambassadesekretær ved Danmarks Faste Repræsentation ved Den Europæiske Union i Bruxelles, 2001-2004 som europapolitisk rådgiver i Statsministeriet og fra 2004 som rådgiver ved Danmarks Faste Repræsentation ved Den Europæiske Union.
Hjemvendt til Danmark blev han i 2007 leder af kontoret for EU-politik i Udenrigsministeriet og fra 2009 leder af ministeriets ledelsessekretariat. I 2013 rykkede han tilbage til Bruxelles som viceambassadør ved EU-repræsentationen. Fra 2015 var han centerchef i Udenrigsministeriet, og i fra 2017 direktør med ansvar for fiskeriområdet i Udenrigsministeriet og fra 2019 samme stilling, da området atter flyttedes til Ministeriet for Fødevarer, Landbrug og Fiskeri.
Han blev udnævnt til ambassadør i Polen i 2020. I marts 2024 kom det frem, at han fra august samme år skulle være ny ambassadør i Tyrkiet.
26. maj 2024 blev han ridder af 1. grad af Dannebrog.